# Charles Portis
Charles McColl Portis (El Dorado, Arkansas, 1933. december 28. – Little Rock, Arkansas, 2020. február 17.) amerikai író.

## Művei
- Norwood (1966)
- True Grit (1968); A félszemű; fordította Polyák Béla; Cartaphilus, Budapest, 2011
- The Dog of the South (1979)
- Masters of Atlantis (1985)
- Gringos (1991)
- Escape Velocity: A Charles Portis Miscellany (2012)

## Filmfeldolgozások
- A félszemű seriff (True Grit) (1969, forgatókönyvíró Marguerite Roberts)
- Norwood (1970, forgatókönyvíró Marguerite Roberts)
- Cogburn, a békebíró (Rooster Cobgurn) (1975, karakaterek, forgatókönyvíró Martha Hyer)
- True Grit: A Further Adventure (1978, tv-film, forgatókönyvíró Sandor Stern)
- A félszemű (True Grit) (2010, forgatókönyvíró Joel Coen, Ethan Coen)